# Zorocrates contreras
Zorocrates contreras is een spinnensoort uit de familie Zoropsidae. De soort komt voor in Mexico.